# ب‌ام‌و ۳۲۸
ب‌ام‌و ۳۲۸ (BMW ۳۲۸) خودرویی است که در سال‌های ۱۹۳۶–۱۹۴۰۴۶۴ تولید شده در آیزناخ، آلمان، تولید شده است. این خودرو در کلاس خودرو اسپورت قرار گرفته، است. موتور آن ۱۹۷۱ سی‌سیسیستم جعبه‌دندهٔ آن ۴، دنده به صورت دستی است.

## نگارخانه

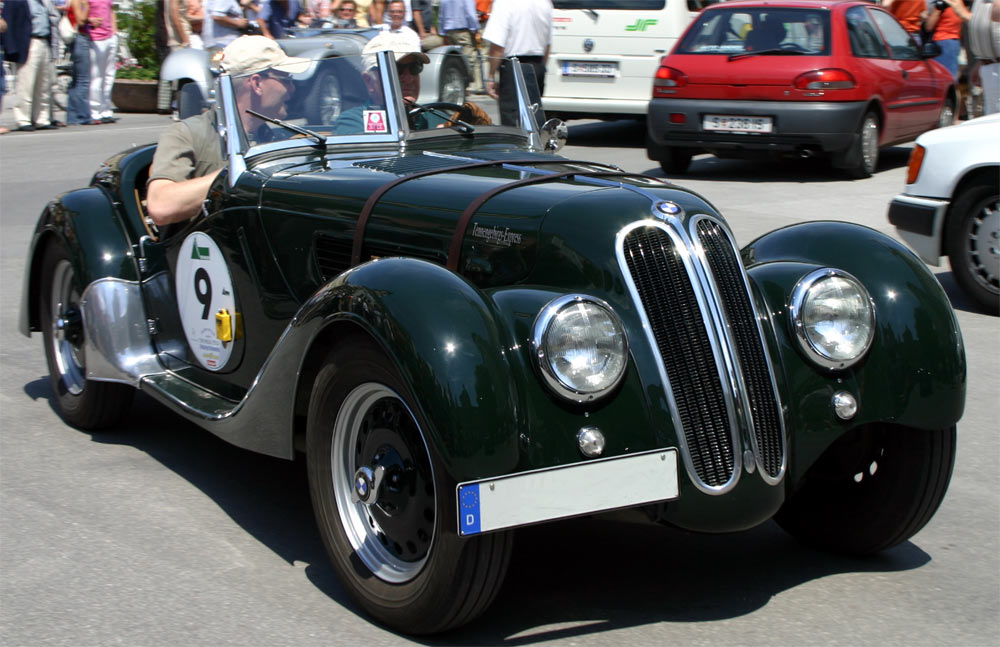
عکس BMW 328 در مسابقه Gaisberg، سالزبورگ، ژوئن ۲۰۰۴
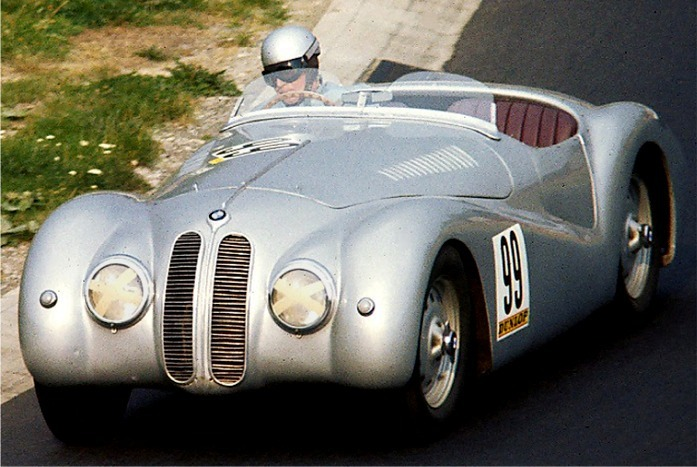
1940 BMW 328 "Mille Miglia" با آدولف برودز به عنوان راننده
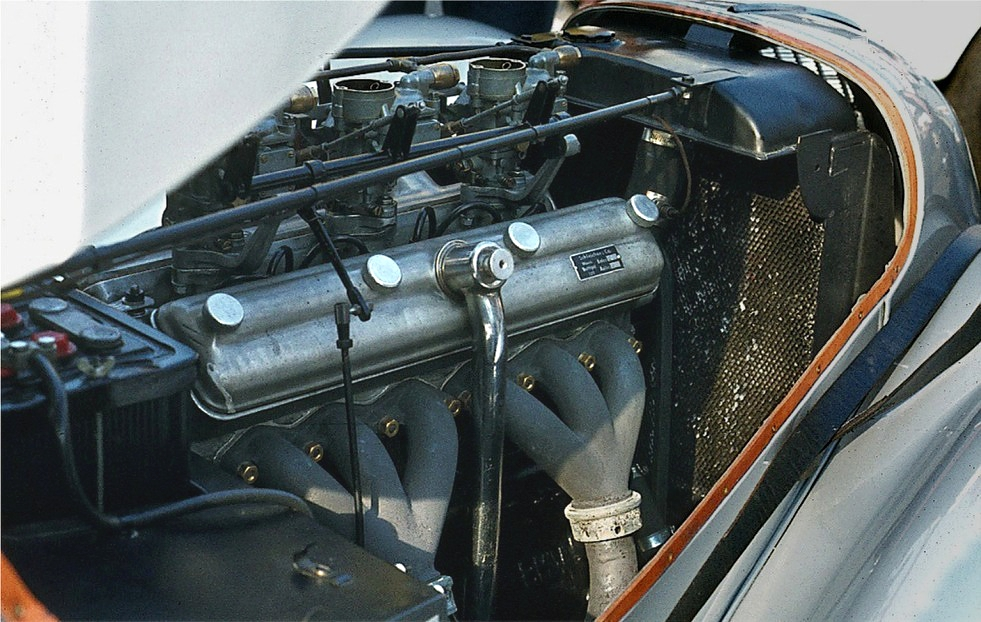
عکس موتور بی ام و ۳۲۸
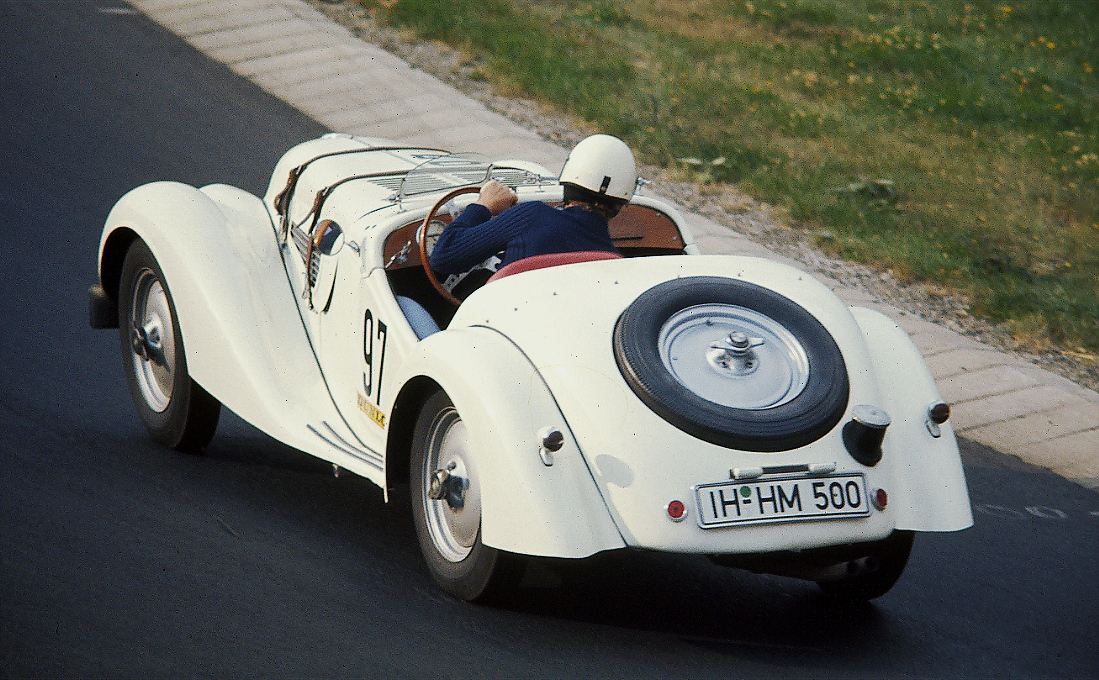
BMW 328، سال تولید ۱۹۳۸
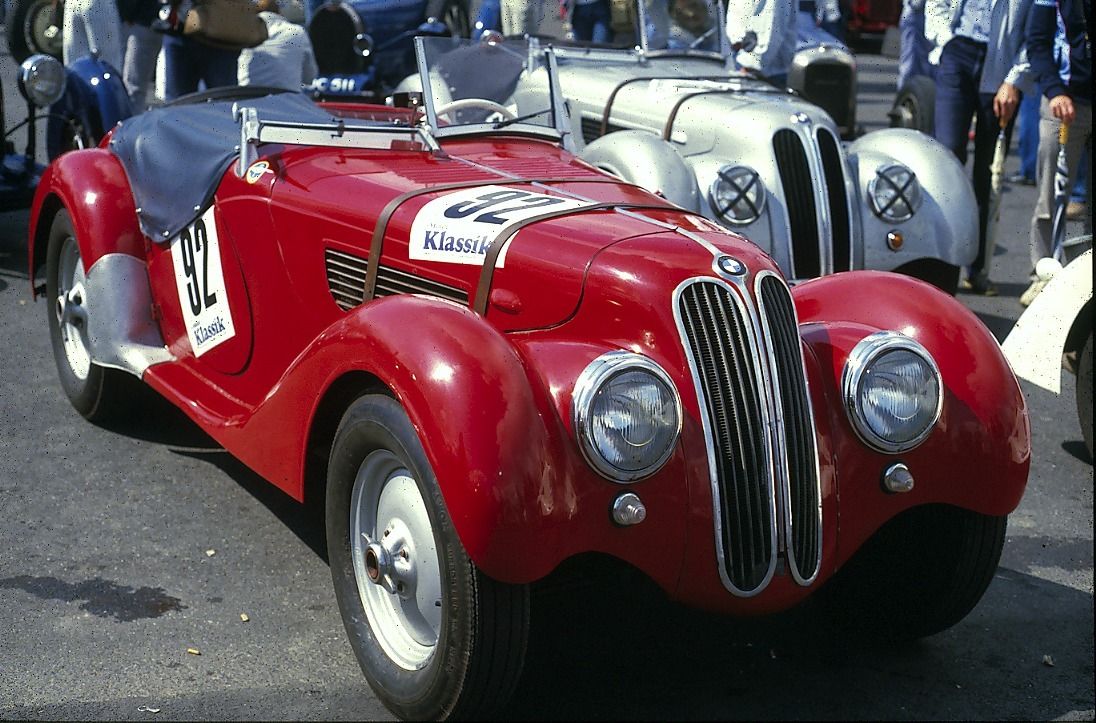
BMW 328 در جایزه بزرگ AvD Oldtimer نوربرگ رینگ